# Astragalus eliasianus
Astragalus eliasianus es una especie de planta del género Astragalus, de la familia de las leguminosas, orden Fabales.

## Distribución
Astragalus eliasianus se distribuye por Turquía.

## Taxonomía
Fue descrita científicamente por Kit Tan & F. Sorger. Fue publicado en Aliso 11: 625 (1987).